# 베네딕트 시약

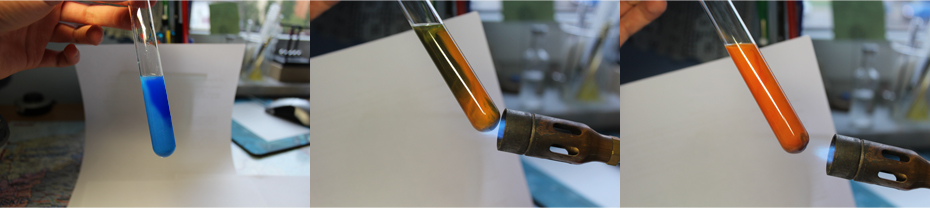
베네딕트 시약

베네딕트 시약(—試藥, Benedict's reagent)은 미국의 화학자인 스탠리 로시터 베네딕트가 만든 시약으로, 포도당과 같은 당 성분을 확인하는데 사용한다. 당의 양과 정도에 따라 용액의 색깔이 적색, 자주색, 녹색 등으로 변한다. 이를 사용하면 여러 당 성분이 포함된 물질을 구별할 수 있다.

## 같이 보기
- 펠링 용액